# Donna Brogan
Pour les articles homonymes, voir Brogan.
Donna Jean Brogan (née le 12 juillet 1939) est une statisticienne américaine et professeure émérite de statistiques à l'université Emory. Brogan a travaillé dans la recherche biostatistique dans les domaines de la santé des femmes, de la santé mentale et des statistiques de la santé psychosociale, des statistiques sur le cancer du sein et de l'analyse de données d'enquête complexes.

## Biographie
Donna Brogan naît et grandit dans un quartier ouvrier de Baltimore, dans le Maryland. Elle est la première de sa famille à aller à l'université,. Elle obtient un bachelor en mathématiques du Gettysburg College (en) en 1960 et un master en statistiques de l'université Purdue en 1962. Elle poursuit ses études l'université d'État de l'Iowa, où elle obtient un doctorat en statistiques en 1967  sous la supervision de Joseph Sendransk.

## Activités professionnelles et engagements institutionnels
Elle est professeure adjointe à l'université de Caroline du Nord à la School of Public Health, spécialisée dans la conception et l'analyse d'enquêtes par sondage de 1966 à 1970, puis elle a rejoint l'École de médecine de l'université Emory en tant que professeure agrégée en 1970. Elle est ensuite nommée professeure au Département de statistique et de biométrie. Entre 1991 et 1994, elle est directrice de division de biostatistique à Emory. Elle prend sa retraite académique en 2004. Elle a épousé  Charles Ruhl (sv) avec qui elle a eu deux enfants.  
Depuis 1975, elle travaille comme biostatisticienne à son compte, principalement dans le domaine spécialisé de la conception et de l'analyse d'enquêtes par sondage complexes.
Donna Brogan participe à la fondation, en 1971, du Caucus for Women in Statistics, une société professionnelle pour les femmes statisticiennes,. Elle aide à la mise en place du Comité permanent de la Société américaine de statistique (ASA) sur les femmes en statistique.  
Elle a connu des éléments de discrimination en tant que femme professeure, comme des problèmes de rémunération inégale de l'université de Caroline du Nord à Chapel Hill et de l'université Emory, ainsi qu'une bataille juridique avec le registraire des électeurs du comté de DeKalb, qui impliquait l'Union américaine pour les libertés civiles.

## Récompenses et honneurs
Elle est membre de la Société américaine de statistique. Elle a reçu le prix Thomas Jefferson décerné par l'université Emory en 1993 et le prix Distinguished Alumni de l'université d'État de l'Iowa en 2002. En 1995, l'université de l'Iowa grave son nom sur sa Plaza of Heroines, qui honore des femmes diplômées et professeures exceptionnelles,.
En 1994, elle est lauréate du prix Elizabeth Scott décerné par le Comité des présidents de sociétés statistiques (COPPS).
Le département de statistiques de l'école de santé publique Rollins, de l'université d'Emory, a créé la « Conférence Donna J. Brogan en biostatistique » en 2004, pour honorer son travail. La première conférence est donnée en 2006.

## Publications
- avec Gayle S. Biehler, G. Gorgon Brown & Rick L. Williams, « Estimating Model-Adjusted Risks, Risk Differences, and Risk Ratios From Complex Survey Data », American Journal of Epidemiology. 171 (5), 2010.
- avec Sherryl H. Goodman, Mary Ellen Lynch & Brook Fielding, « Social and Emotional Competence in Children of Depressed Mothers », Child Development. 64 (2), 1993.
- avec Cecil Slome, Sandra Eyres & Wayne Lednar, « Basic Epidemiological Methods and Biostatistics : A Workbook », 1982. Wadsworth, Belmont, Cal.